# Grand Prix Formule 1 van Groot-Brittannië 1968
De Grand Prix Formule 1 van Groot-Brittannië 1968 werd gehouden op 20 juli op het circuit van Brands Hatch in West Kingsdown. Het was de zevende race van het seizoen.

## Uitslag
| Pos. | Nr. | Coureur              | Constructeur  | Rondes | Tijd / Oorzaak uitval | Grid | Punten |
| ---- | --- | -------------------- | ------------- | ------ | --------------------- | ---- | ------ |
| 1    | 22  | Jo Siffert           | Lotus-Ford    | 80     | 2:01:20.3             | 4    | 9      |
| 2    | 5   | Chris Amon           | Ferrari       | 80     | + 4.4                 | 3    | 6      |
| 3    | 6   | Jacky Ickx           | Ferrari       | 79     | + 1 Ronde             | 12   | 4      |
| 4    | 1   | Denny Hulme          | McLaren-Ford  | 79     | + 1 Ronde             | 11   | 3      |
| 5    | 7   | John Surtees         | Honda         | 78     | + 2 Rondes            | 9    | 2      |
| 6    | 14  | Jackie Stewart       | Matra-Ford    | 78     | + 2 Rondes            | 7    | 1      |
| 7    | 2   | Bruce McLaren        | McLaren-Ford  | 77     | + 3 Rondes            | 10   |        |
| 8    | 20  | Piers Courage        | BRM           | 72     | + 8 Rondes            | 16   |        |
| NF   | 4   | Jochen Rindt         | Brabham-Repco | 55     | Brandstoflek          | 5    |        |
| NF   | 10  | Pedro Rodriguez      | BRM           | 52     | Motor                 | 13   |        |
| NC   | 19  | Silvio Moser         | Brabham-Repco | 52     | Niet geklasseerd      | 19   |        |
| NF   | 9   | Jackie Oliver        | Lotus-Ford    | 43     | Transmissie           | 2    |        |
| NF   | 16  | Robin Widdows        | Cooper-BRM    | 34     | Ontsteking            | 18   |        |
| NF   | 8   | Graham Hill          | Lotus-Ford    | 26     | Aandrijving           | 1    |        |
| NF   | 15  | Vic Elford           | Cooper-BRM    | 26     | Motor                 | 17   |        |
| NF   | 18  | Jean-Pierre Beltoise | Matra         | 11     | Motor                 | 14   |        |
| NF   | 11  | Richard Attwood      | BRM           | 10     | Radiator              | 15   |        |
| NF   | 24  | Dan Gurney           | Eagle-Weslake | 8      | Brandstofpomp         | 6    |        |
| NF   | 23  | Jo Bonnier           | McLaren-BRM   | 6      | Motor                 | 20   |        |
| NF   | 3   | Jack Brabham         | Brabham-Repco | 0      | Motor                 | 8    |        |

## Statistieken
| Pole-position | Graham Hill | Lotus-Ford | 1:28.9 |
| Snelste ronde | Jo Siffert  | Lotus-Ford | 1:29.7 |

## Noot
- Dit was het debuut van de Britse coureur Robin Widdows en de honderdste Grand Prix-start voor Jack Brabham.
- Eerste rondes als raceleider voor Jackie Oliver.
- Vijfde podiumplaats voor Chris Amon.
- Eerste snelste ronde, rondes als raceleider en Grand Prix-winst voor Jo Siffert en voor een Zwitserse coureur.

1926 · 1927 · 1948 · 1949 · 1950 · 1951 · 1952 · 1953 · 1954 · 1955 · 1956 · 1957 · 1958 · 1959 · 1960 · 1961 · 1962 · 1963 · 1964 · 1965 · 1966 · 1967 · 1968 · 1969 · 1970 · 1971 · 1972 · 1973 · 1974 · 1975 · 1976 · 1977 · 1978 · 1979 · 1980 · 1981 · 1982 · 1983 · 1984 · 1985 · 1986 · 1987 · 1988 · 1989 · 1990 · 1991 · 1992 · 1993 · 1994 · 1995 · 1996 · 1997 · 1998 · 1999 · 2000 · 2001 · 2002 · 2003 · 2004 · 2005 · 2006 · 2007 · 2008 · 2009 · 2010 · 2011 · 2012 · 2013 · 2014 · 2015 · 2016 · 2017 · 2018 · 2019 · 2020 · 2021 · 2022 · 2023 · 2024 · 2025 · 2026 · 2027 · 2028 · 2029 · 2030 · 2031 · 2032 · 2033 · 2034